# Congresso della Nuova Destra
Congresso della Nuova Destra (in polacco: Kongres Nowej Prawicy - KNP) è un partito politico di orientamento conservatore, paleolibertariano, euroscettico, regionalistico e miniarchico fondato in Polonia nel 2011.
Il partito si presenta come erede del movimento Libertà e Stato di Diritto (Wolność i Praworządność - WiP), fondato nel 2009 dalla trasformazione della Piattaforma Korwin-Mikke costituitasi in seguito ad una scissione dall'Unione per la Politica Reale.

## Storia
Il KNP si presenta per la prima volta in occasione delle elezioni parlamentari del 2011, raccogliendo l'1,1% dei voti senza conseguire alcun seggio.
Alle elezioni europee del 2014 il partito raccoglie il 7,15% dei voti piazzandosi al quarto posto: al parlamento europeo vengono eletti Janusz Korwin-Mikke (ex leader del partito), Stanisław Żółtek, Michał Marusik e Robert Iwaszkiewicz. Nel gennaio 2015 Janusz Korwin-Mikke e Robert Iwaszkiewicz sono usciti dal partito per fondare il nuovo movimento di estrema destra KORWiN.
Alle europee del 2019 ottiene solo lo 0,06%, mentre alle parlamentari del 2019 si presenta con Destra della Repubblica nel solo distretto di Cracovia.

## Risultati elettorali
| Elezione          | Elezione     | Voti    | %    | Seggi   |
| ----------------- | ------------ | ------- | ---- | ------- |
| Parlamentari 2011 | Sejm         | 151.837 | 1,06 | 0 / 460 |
| Europee 2014      | Europee 2014 | 505.586 | 7,15 | 4 / 51  |
| Parlamentari 2015 | Sejm         | 4.852   | 0,03 | 0 / 460 |
| Europee 2019      | Europee 2019 | 7.900   | 0,06 | 0 / 51  |
| Parlamentari 2019 | Sejm         | 1.765   | 0,01 | 0 / 460 |
| 1.                |              |         |      |         |